# Валь, Йенс
Йенс Валь (дат. Jens Vahl, 27 ноября 1796 — 12 ноября 1854) — датский ботаник и фармацевт.

## Биография
Принимал участие в экспедиции для исследования необжитых районов Восточной Гренландии в 1828—1830 гг. с целью поиска утраченных Восточных скандинавских поселений. Финансовая поддержка со стороны короля Дании Кристиана VIII позволила Валю продолжить свои исследования. Поэтому он путешествовал по Западной Гренландии в 1829—1836 гг. Он вернулся в Копенгаген в 1836 году с очень большими коллекциями растений, которые он позже пожертвовал Копенгагенскому университету. Коллекции заложили фундамент знаний о флоре Гренландии. В отличие от своих предшественников, Валь сделал любопытные заметки относительно точного места расположения и места обитания растений. В 1838—1839 гг Валь принимал участие во французской экспедиции в Нордкап и Шпицберген. В 1840 году он был ассистентом в Ботаническом саду в Копенгагене. В 1842 году он получил докторскую степень в Университете Ростока. Также описал много новых видов, например, «Draba arctica».

## Произведения
- Drejer S., Schouw J. F. and Jens Vahl, 1843, 40, 2341—2400.

## Памяти
Два рода растений были названы в его честь:
- «Vahlodea» Fries (1842) Poaceae
- «Mostuea» Didr. (1853) Gelsemiaceae